# Austrogymnocnemia striata
Austrogymnocnemia striata is een insect uit de familie van de mierenleeuwen (Myrmeleontidae), die tot de orde netvleugeligen (Neuroptera) behoort. 
Austrogymnocnemia striata is voor het eerst wetenschappelijk beschreven door New in 1985.